# Băbeni (okręg Buzău)
Băbeni – wieś w Rumunii, w okręgu Buzău, w gminie Topliceni. W 2011 roku liczyła 1011 mieszkańców.